# Клепгем-джанкшен (станція)
51°27′51″ пн. ш. 0°10′17″ зх. д. / 51.464166666667° пн. ш. 0.17138888888889° зх. д.
Клепгем-джанкшен (англ. Clapham Junction) — велика залізнична станція та транспортний вузол на південному заході району Баттерсі у лондонському боро Вондзверт. 
Знаходиться за 4,37 км від станції Лондон-Вікторія та за 6,32 км від Лондон-Ватерлоо

Станція належить одночасно South West Main Line та Brighton Main Line, 
а також знаходиться на численних маршрутах та відгалуженнях, що проходять або розходяться від неї. 
Незважаючи на свою назву, станція не розташовується на території району Клепгем, межа якого проходить приблизно за 1,6 км на південний схід.
В 2019 році пасажирообіг станції — 28.892 млн осіб
Через те, що через станцію проходять колії від великих лондонських станцій Вікторія і Ватерлоо, вона є однією з найнавантаженіших у Європі 
 
за кількістю поїздів, що проходять: від 100 до 180 на годину, за винятком п'яти годин після півночі. Станція також є найнавантаженішою пересадною станцією у Великій Британії
.

## Платформи
На станції 17 платформ, що мають нумерацію з 1 до 17:
- Платформи 1 і 2 тупикові, що виходять на північний схід, використовуються для поїздів до/з Стратфорда та Долстон-джанкшен[7]. Зазвичай платформа 1 обслуговується потягами через Віллесден-джанкшен на Західнолондонській лінії, тоді як платформа 2 використовується службами через Канада-Вотер на лінії Південнолондонській лінії.
- Платформи 3 — 6 наскрізні використовуються South Western Railway для поїздів на Патні.[7]
- Між 6 та 7 платформами розташовані колії, що прямують у депо.[7]
- Платформи 7 — 11 наскрізні, для поїздів South Western Railway на Вімблдон та далі на South West Main Line. Цими ж коліями прямують потяги далекого прямування (Портсмут-гарбор або Веймут), що не роблять зупинку на станції[7]

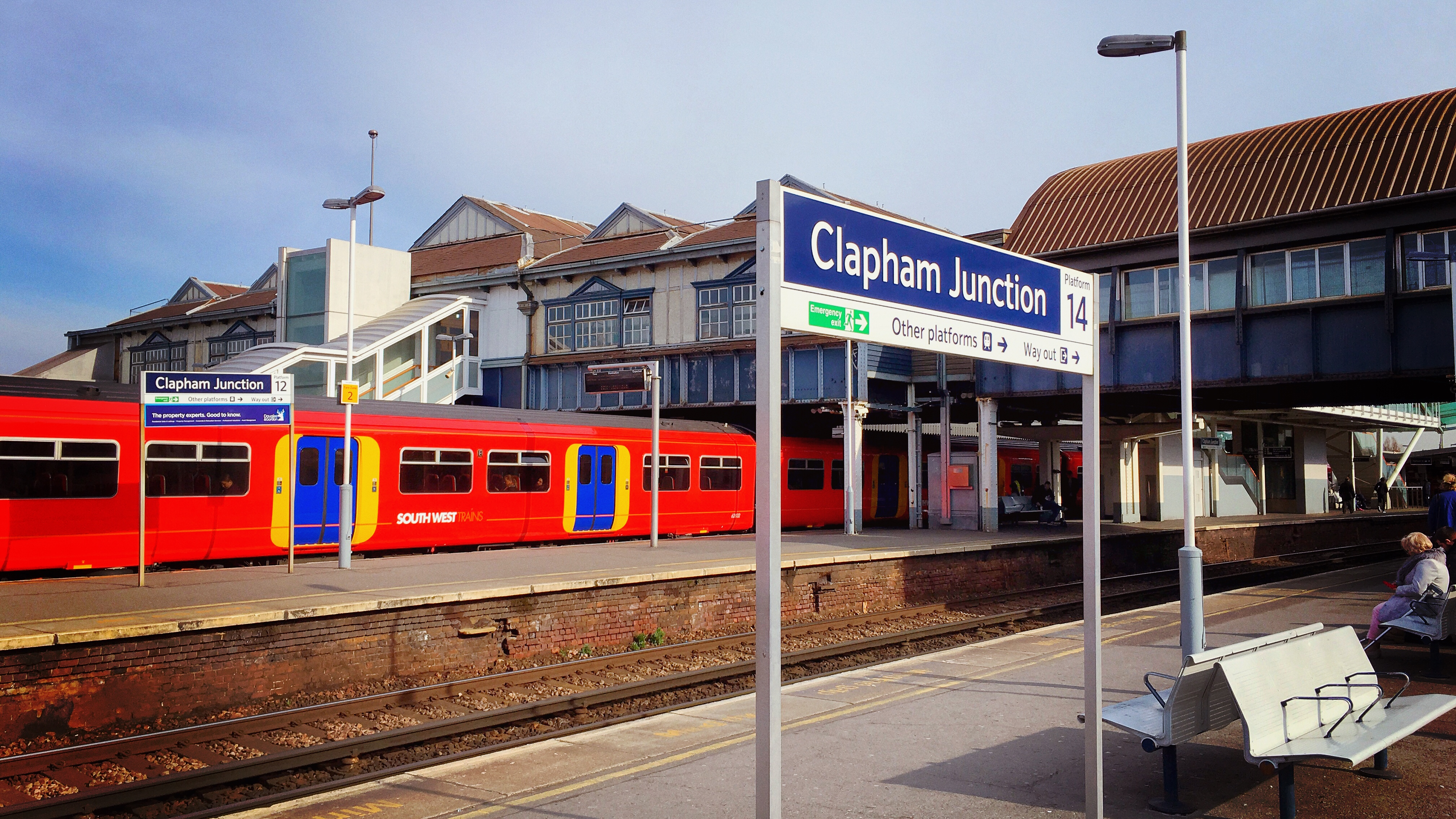
Платформи Клепгем-джанкшен

- Платформи 12 — 15 наскрізні використовуються Southern для поїздів до станції Лондон-Вікторія. Цими ж коліями прямують поїзди Gatwick Express, що не зупиняються на станції[7]
- Платформи 16 — 17 наскрізні, використовуються Southern для поїздів Західнолондонської лінії. При необхідності ці платформи можуть також використовуватися деякими поїздами London Overground до/з  Віллесден-джанкшен.

## Пересадки
- Пересадки на автобуси London Buses маршрутів: 35, 37, 39, 49, 77, 87, 156, 170, 219, 295, 319, 337, 344, 345, 639, 670, C3, G1 та нічні маршрути N19, N31, N35, N87[8][9]